# Luesia
Luesia è un comune spagnolo di 413 abitanti situato nella comunità autonoma dell'Aragona.